# Хатунджуклар джамия
Хатунджиклар джамия (на македонска литературна норма: Хатунџиклар џамија; на турски: Hatuncuklar Camii, Hatuncuk Camii) е мюсюлмански храм в Скопие, столицата на Република Македония. Джамията е обявена за паметник на културата.

## Местоположение
Джамията е разположена в махалата Чаир, срещу Яхия паша джамия и парка „Братство и единство“.

## История
Запазена е част от вакъфнамето на джамията, което е с дата началото на мухарем 917 година по хидржа (= 31 март 1511 година от Христа). Ктитор на джамията е дъщерята на управителя на Скопие Яхия паша, Хани Хатун.
Джамията пострадва силно при Скопското земетресение в 1963 година. Надписът от вградената в оградата ѝ чешма, датиран в 1811 година, е пренесен в Музея на град Скопие. Джамията е възстановена и тържествено открита на 4 май 2008 година в присъствието на турския президент Абдуллах Гюл.